# Lista de singles número um na Hot R&B/Hip-Hop Songs em 2011

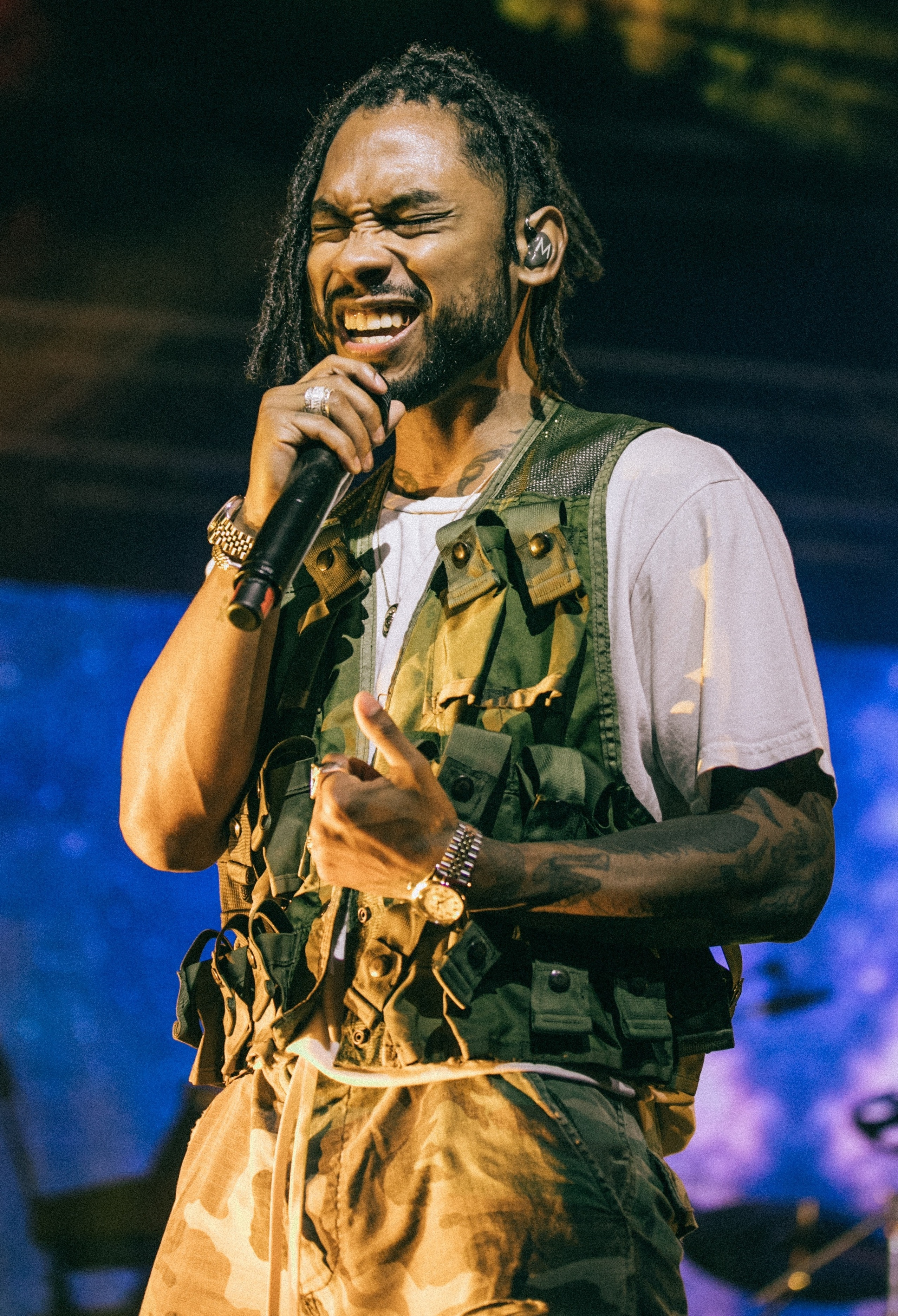
A canção "Sure Thing", do cantor Miguel, teve o melhor desempenho na Hot R&B/Hip-Hop Songs em 2011.

Esta é a lista dos singles número um na Hot R&B/Hip-Hop Songs em 2011. A tabela musical classifica o desempenho de singles dos géneros musicais rhythm and blues (R&B) e hip hop nos Estados Unidos. Publicada pela revista Billboard, os dados são recolhidos pela Nielsen SoundScan, baseado em cada venda semanal física e digital, e também popularidade da canção nas rádios. Em 2011, nove canções atingiram a primeira posição da Hot R&B/Hip-Hop Songs pela primeira vez. Embora tenha liderado por seis semanas, aumentando o seu total para treze semanas (o sétimo maior tempo de liderança na história da tabela), "Can't Be Friends" do cantor Trey Songz iniciou a sua corrida no topo no ano anterior e foi, portanto, excluída da lista.
Seis artistas conseguiram alcançar o número um da tabela pela primeira vez, quer em trabalhos nos quais são creditados como artistas principais ou convidados. Eles são: Nicki Minaj, Miguel, Rick Ross, Big Sean, Roscoe Dash e Wale. O single que por mais tempo ocupou a primeira posição do ano foi "I'm On One", do rapper DJ Khaled com participação de Drake, Rick Ross e Lil Wayne, tendo permanecido por onze semanas não-consecutivas na primeira posição. Outras canções que ocuparam o cume da tabela musical por um período de tempo longo foram "Look at Me Now" de Chris Brown com participação de Lil Wayne e Busta Rhymes (8 semanas), "Motivation" de Kelly Rowland com participação de Lil Wayne (7 semanas), e "Niggas in Paris" de Jay-Z e Kanye West (7 semanas). "Motivation" foi o primeiro número um de Rowland desde 2002, ano no qual liderou com o tema "Dilemma", no qual foi creditada como artista convidada. Além disso, juntamente com Minaj, foram as únicas artistas femininas a alcançarem a primeira posição da Hot R&B/Hip-Hop Songs em 2011.
Ocupando a primeira posição da tabela por apenas uma semana, "Sure Thing", de Miguel, foi a canção com o tempo de permanência mais curto no cume. Contudo, foi também a canção mais bem-sucedida da Hot R&B/Hip-Hop Songs em 2011, marcando a segunda vez em cinco anos que uma faixa de um álbum de estreia consegue ser a com o melhor desempenho do ano. A última vez que tal acontecera foi em 2007 com o tema "Lost Without U" do canadiano Robin Thicke. Não obstante, foi Chris Brown que terminou o ano como o artista com o melhor desempenho da tabela.
O rapper Lil Wayne posicionou quatro canções na primeira posição na tabela: "Look at Me Now", "Motivation", "I'm On One" e "She Will", sendo que a ultima é a única na qual é creditado como artista principal. O canadiano Drake também posicionou quatro singles no primeira lugar: "Fall for Your Type", "Moment 4 Life", "I'm On One" e "She Will", não sendo creditado como artista principal em nenhum deles, e ainda substituindo a si mesmo no topo com os dois primeiros singles. Miguel posicionou duas canções no topo da tabela: "Sure Thing" e "Lotus Flower Bomb", sendo apenas creditado como artista principal na primeira. Kanye West também posicionou dois singles no topo: "Marvin & Chardonnay" e "Niggas In Paris", sendo que o ultimo é uma colaboração com o rapper Jay-Z.

## Histórico

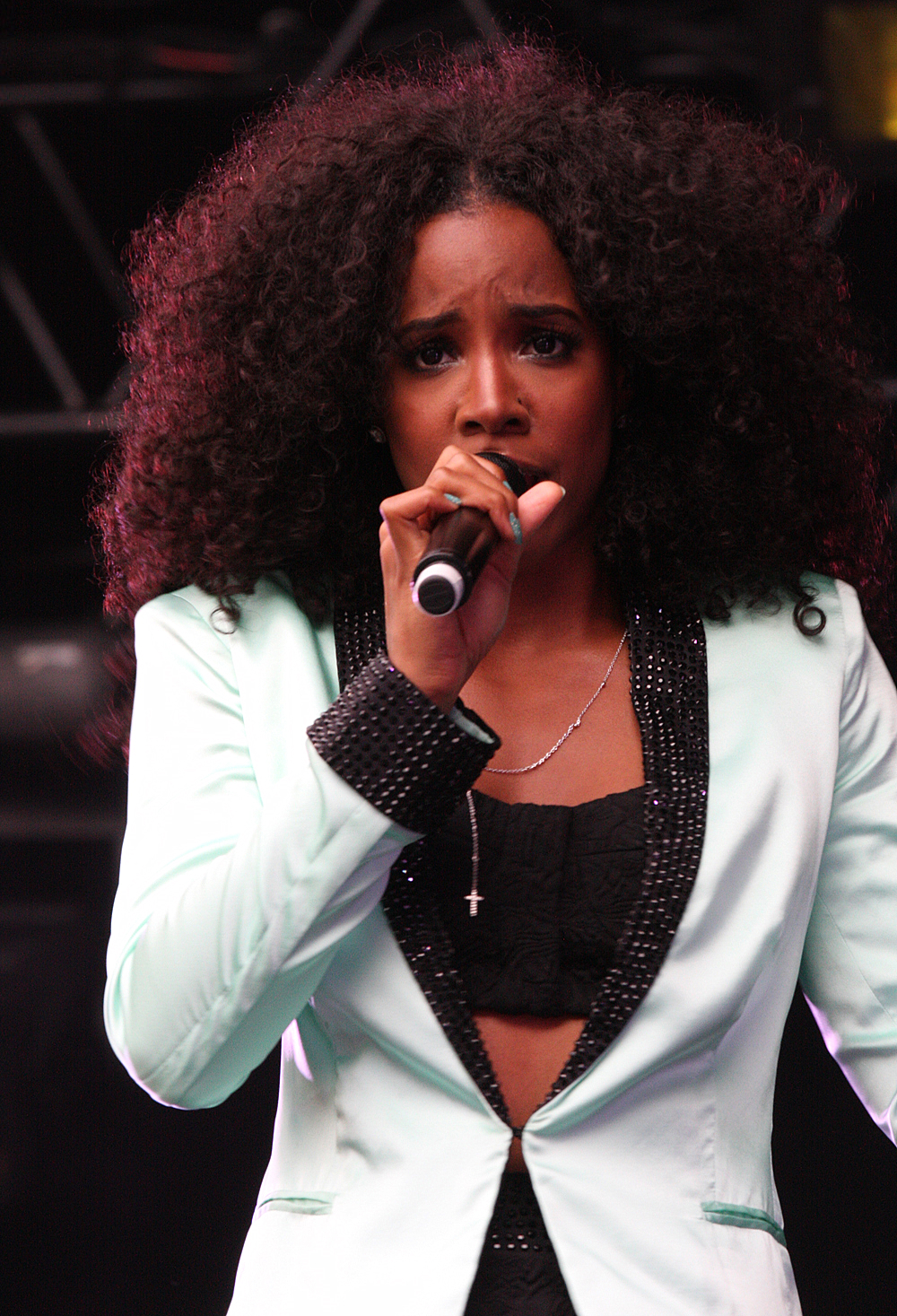
Kelly Rowland conseguiu o seu primeiro número um em quase dez anos e foi uma de duas mulheres a alcançarem o cume da tabela em 2011.

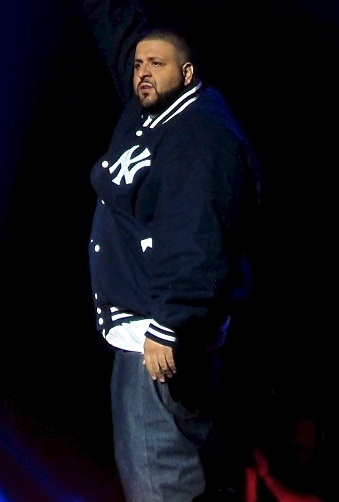
"I'm On One" rendeu a DJ Khaled o seu primeiro número um e foi a canção que por mais tempo ocupou a posição.

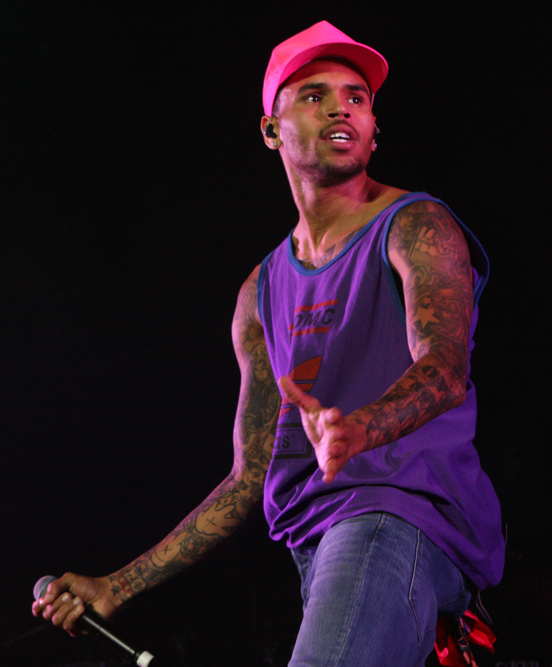
Chris Brown ocupou o topo por oito semanas consecutivas com o single "Look at Me Now" e foi o artista com o melhor desempenho do ano.

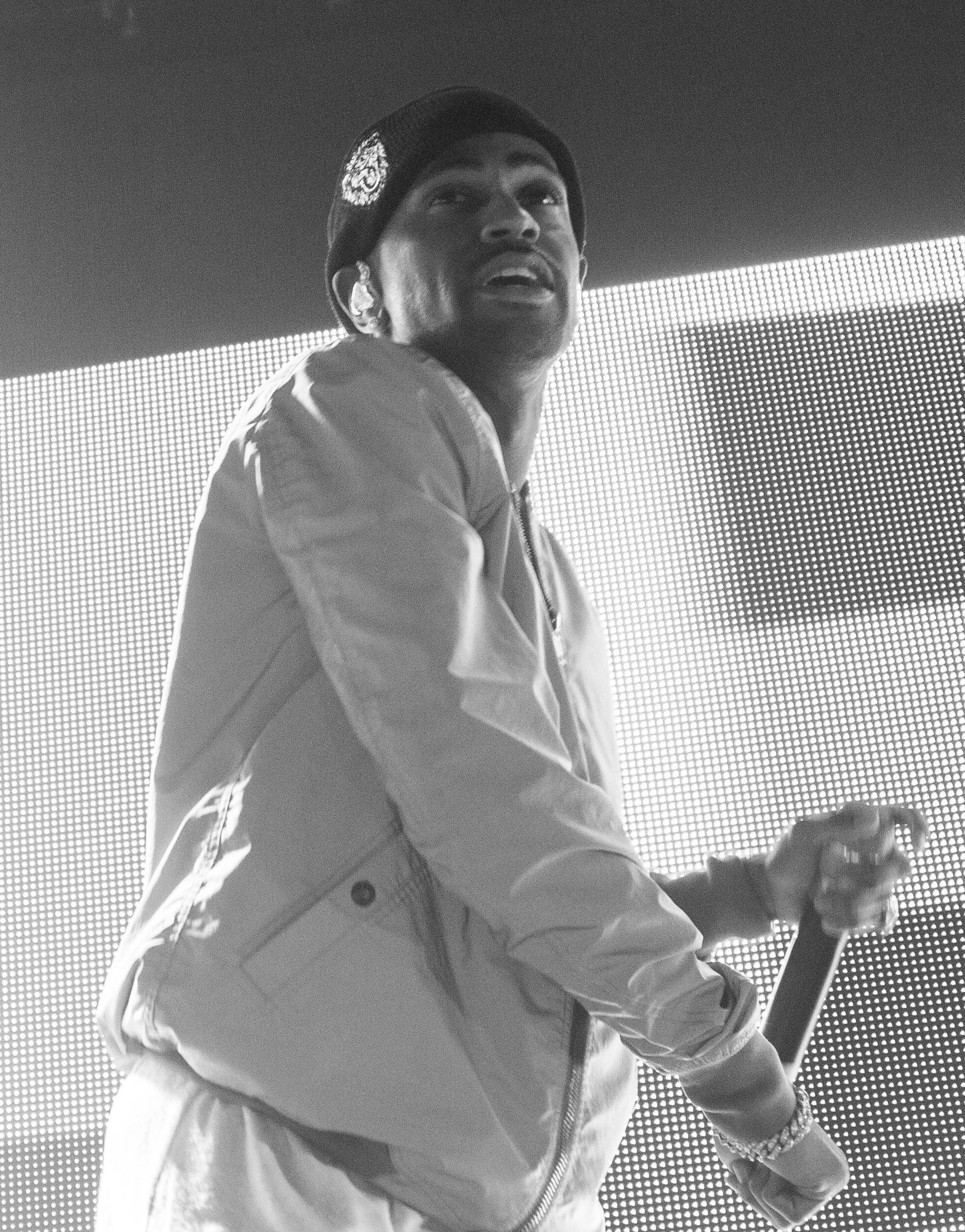
"Marvin & Chardonnay" rendeu ao rapper Big Sean o seu primeiro número um na tabela.

|  | Denota o single com o melhor desempenho do ano. |

| Data            | Canção                | Artista(s)                                                 | Ref.   |
| --------------- | --------------------- | ---------------------------------------------------------- | ------ |
| 1 de Janeiro    | "Can't Be Friends"    | Trey Songz                                                 | [ 3 ]  |
| 8 de Janeiro    | "Can't Be Friends"    | Trey Songz                                                 | [ 4 ]  |
| 15 de Janeiro   | "Can't Be Friends"    | Trey Songz                                                 | [ 5 ]  |
| 22 de Janeiro   | "Can't Be Friends"    | Trey Songz                                                 | [ 6 ]  |
| 29 de Janeiro   | "Can't Be Friends"    | Trey Songz                                                 | [ 7 ]  |
| 5 de Fevereiro  | "Can't Be Friends"    | Trey Songz                                                 | [ 8 ]  |
| 12 de Fevereiro | "Fall for Your Type"  | Jamie Foxx com participação de Drake                       | [ 9 ]  |
| 19 de Fevereiro | "Fall for Your Type"  | Jamie Foxx com participação de Drake                       | [ 10 ] |
| 26 de Fevereiro | "Moment 4 Life"       | Nicki Minaj com participação de Drake                      | [ 11 ] |
| 5 de Março      | "Moment 4 Life"       | Nicki Minaj com participação de Drake                      | [ 12 ] |
| 12 de Março     | "Moment 4 Life"       | Nicki Minaj com participação de Drake                      | [ 13 ] |
| 19 de Março     | "Moment 4 Life"       | Nicki Minaj com participação de Drake                      | [ 14 ] |
| 26 de Março     | "Moment 4 Life"       | Nicki Minaj com participação de Drake                      | [ 15 ] |
| 2 de Abril      | "Look at Me Now"      | Chris Brown com participação de Lil Wayne & Busta Rhymes   | [ 16 ] |
| 9 de Abril      | "Look at Me Now"      | Chris Brown com participação de Lil Wayne & Busta Rhymes   | [ 17 ] |
| 16 de Abril     | "Look at Me Now"      | Chris Brown com participação de Lil Wayne & Busta Rhymes   | [ 18 ] |
| 23 de Abril     | "Look at Me Now"      | Chris Brown com participação de Lil Wayne & Busta Rhymes   | [ 19 ] |
| 30 de Abril     | "Look at Me Now"      | Chris Brown com participação de Lil Wayne & Busta Rhymes   | [ 20 ] |
| 7 de Maio       | "Look at Me Now"      | Chris Brown com participação de Lil Wayne & Busta Rhymes   | [ 21 ] |
| 14 de Maio      | "Look at Me Now"      | Chris Brown com participação de Lil Wayne & Busta Rhymes   | [ 22 ] |
| 21 de Maio      | "Look at Me Now"      | Chris Brown com participação de Lil Wayne & Busta Rhymes   | [ 23 ] |
| 28 de Maio      | "Sure Thing"          | Miguel                                                     | [ 24 ] |
| 4 de Junho      | "Motivation"          | Kelly Rowland com participação de Lil Wayne                | [ 25 ] |
| 11 de Junho     | "Motivation"          | Kelly Rowland com participação de Lil Wayne                | [ 26 ] |
| 18 de Junho     | "Motivation"          | Kelly Rowland com participação de Lil Wayne                | [ 27 ] |
| 25 de Junho     | "Motivation"          | Kelly Rowland com participação de Lil Wayne                | [ 28 ] |
| 2 de Julho      | "Motivation"          | Kelly Rowland com participação de Lil Wayne                | [ 29 ] |
| 9 de Julho      | "Motivation"          | Kelly Rowland com participação de Lil Wayne                | [ 30 ] |
| 16 de Julho     | "I'm On One"          | DJ Khaled com participação de Drake, Rick Ross & Lil Wayne | [ 31 ] |
| 23 de Julho     | "Motivation"          | Kelly Rowland com participação de Lil Wayne                | [ 32 ] |
| 30 de Julho     | "I'm On One"          | DJ Khaled com participação de Drake, Rick Ross & Lil Wayne | [ 33 ] |
| 6 de Agosto     | "I'm On One"          | DJ Khaled com participação de Drake, Rick Ross & Lil Wayne | [ 34 ] |
| 3 de Agosto     | "I'm On One"          | DJ Khaled com participação de Drake, Rick Ross & Lil Wayne | [ 35 ] |
| 20 de Agosto    | "I'm On One"          | DJ Khaled com participação de Drake, Rick Ross & Lil Wayne | [ 36 ] |
| 27 de Agosto    | "I'm On One"          | DJ Khaled com participação de Drake, Rick Ross & Lil Wayne | [ 37 ] |
| 3 de Setembro   | "I'm On One"          | DJ Khaled com participação de Drake, Rick Ross & Lil Wayne | [ 38 ] |
| 10 de Setembro  | "I'm On One"          | DJ Khaled com participação de Drake, Rick Ross & Lil Wayne | [ 39 ] |
| 17 de Setembro  | "I'm On One"          | DJ Khaled com participação de Drake, Rick Ross & Lil Wayne | [ 40 ] |
| 24 de Setembro  | "I'm On One"          | DJ Khaled com participação de Drake, Rick Ross & Lil Wayne | [ 41 ] |
| 1 de Outubro    | "I'm On One"          | DJ Khaled com participação de Drake, Rick Ross & Lil Wayne | [ 42 ] |
| 8 de Outubro    | "Marvin & Chardonnay" | Big Sean com participação de Kanye West & Roscoe Dash      | [ 43 ] |
| 15 de Outubro   | "She Will"            | Lil Wayne com participação de Drake                        | [ 44 ] |
| 22 de Outubro   | "She Will"            | Lil Wayne com participação de Drake                        | [ 45 ] |
| 29 de Outubro   | "She Will"            | Lil Wayne com participação de Drake                        | [ 46 ] |
| 5 de Novembro   | "She Will"            | Lil Wayne com participação de Drake                        | [ 47 ] |
| 12 de Novembro  | "Niggas in Paris"     | Jay-Z & Kanye West                                         | [ 48 ] |
| 19 de Novembro  | "Niggas in Paris"     | Jay-Z & Kanye West                                         | [ 49 ] |
| 26 de Novembro  | "Niggas in Paris"     | Jay-Z & Kanye West                                         | [ 50 ] |
| 3 de Dezembro   | "Niggas in Paris"     | Jay-Z & Kanye West                                         | [ 51 ] |
| 10 de Dezembro  | "Niggas in Paris"     | Jay-Z & Kanye West                                         | [ 52 ] |
| 17 de Dezembro  | "Niggas in Paris"     | Jay-Z & Kanye West                                         | [ 53 ] |
| 24 de Dezembro  | "Niggas in Paris"     | Jay-Z & Kanye West                                         | [ 54 ] |
| 31 de Dezembro  | "Lotus Flower Bomb"   | Wale com participação de Miguel                            | [ 55 ] |